# Lithostege apicata
Lithostege apicata là một loài bướm đêm trong họ Geometridae.